# Църква
 Тази статия е за сградата.  За институцията вижте Църква (институция).  
Църква или черква е храм, в който се отслужват християнски богослужения.

## Етимология
Българската дума църква произхожда от старобългарската дума црькы, произлязла от праславянската *сьrky. Тя от своя страна е заемка от старовисоконемската дума chirihha, произлязла от старогръцката κυριακόν. На български език се употребяват и дублетните черква и черкова.

## Възникване
В ранните векове на християнството – до Миланския едикт от 313 г., християнски храмове в днешния смисъл на думата не съществуват. Християните се събират било в частни сгради, било на тайни места – особено характерни в това отношения са катакомбите. С признаването на християнството за разрешена, а по-късно и за официална религия, християните започват да строят свои храмове. Тези храмове се превръщат в своеобразен архитектурен феномен, съчетавайки символиката на старозаветната скиния и Соломоновия храм (интерпретирана според християнските възгледи) с актуалните архитектурни модели – първоначално на римската, а по-късно на различни световни и регионални култури.

## Архитектура

### Устройство
Християнският храм се състои от три основни части – олтар, основна част (наос) и притвор.
Олтарът обикновено се разполага в източната част на постройката така, че при богослужение вярващият да бъде обърнат с лице на изток. Той олицетворява Царството небесно, Божието присъствие на земята. До него имат достъп само свещенослужителите или лица, получили специално разрешение за това. В източноправославните храмове обикновено е отделен от останалата част на храма с иконостас. Като архитектурно решение олтарът обикновено се разполага в т. нар. апсида – полукръгла или многоъгълна част, която като екстериор „изпъква“ извън основната сграда на храма.
(При някои протестантски общности олтарът отсъства).
Наосът е мястото, където се събират вярващите по време на богослужение. Първоначално до него са имали достъп само кръстените християни – практика, която днес не се спазва. Като размери, по правило, е значително по-голям от другите части. Символично корабът е един, но в чисто архитектурно отношение може да бъде разделен на части – 3, 5, 7 и т.н. – т.е. от основния кораб се отделят самостоятелни пространства, разположени симетрично спрямо основната част.
Притворът е мястото, където в миналото са се събирали т. нар. „оглашени“, т.е. хората, които искат да бъдат кръстени, но все още не са приели това тайнство. В ранните храмове често в притвора се изгражда „баптистерий“ – басейн, в който оглашените са кръщавани. Днес притворът е изгубил това си значение. Архитектурно може да бъде оформен по различен начин – нартекс, атриум и т.н., като в последния случай е възможно той да не бъде част от основния архитектурен ансамбъл.
В архитектурно отношение съществуват редица незадължителни елементи – амвон, хор, галерии, крипти и др. Тяхното използване се обуславя било от религиозни, било от чисто практически и архитектурни мотиви.

### Видове църкви според планирането им

#### Базилика
Базиликата е най-разпространената форма на изграждане на храма. Има правоъгълно планиране. Според броя на корабите базиликите се определят като трикорабни, петкорабни и т.н. Софийската „Св. София“ е типичен пример за трикорабна базилика. Често перпендикулярно на корабите се изгражда допълнителен кораб, наричан трансепт. Над мястото, където трансептът се пресича с основния кораб, може да бъде поставен купол – практика, която след VI век, с развитието на архитектурните технологии, става масова. Така се появява т.нар. кръстокуполна базилика. Днес почти не са запазени базилики без трансепт и купол.

#### Ротонда
Ротондата е кръгъл или многоъгълен храм. Предполага се, че този тип църкви датират от времето, когато е имало обособени храмове, където е извършвано кръщението – баптистерии. Най-известната ротонда в България е „Свети Георги“ в София.

#### Кръстокуполна църква
При този вид постройка е характерно хоризонтално планиране във формата на кръст. Над пресечната точка обикновено се изгражда купол. Характерен пример е църквата на Земенския манастир „Св. Йоан Богослов“.

#### Други
Съществуват и храмове, които имат индивидуална архитектура и не могат строго да бъдат определени към посочените типове. Понякога това се получава при множество допълнителни достроявания и изграждане на пристройки (храмът на Гроба Господен в Йерусалим) или при предварително планиране – „Василий Блажени“ в Москва. При всички тези случаи обаче се спазва разделянето на храма на три части – олтар, кораб и притвор.

### Архитектурни стилове
Архитектурните решения при изграждането на определен храм варират според мястото и времето, когато са били строени. При спазване на каноничните изисквания, всеки архитектурен стил е допустим. Сред основните стилове в миналото са византийският, готическият романският, бароковият и др. По време на българското Възраждане се налага и самобитен български архитектурен стил. Подобно е положението и в други страни. Днес много често храмовете се строят в различни стилове, характерни за модерната архитектура.

## Видове църкви според предназначението им

### Катедрален храм
Храм, където се намира катедрата на епископа, т.е. храм, където той редовно служи и произнася проповеди. Трябва да се има предвид, че катедралата е особен статут на даден храм и няма нищо общо с архитектурата (в разговорния български език обикновено „катедрали“ погрешно биват наричани всички западноевропейски храмове). Най-често в едно населено място има само една катедрала, но е възможно да бъдат и повече. Например в София православните катедрални храмове са два – „Св. Александър Невски“ (катедрала на българския патриарх) и „Св. Неделя“ – катедрала на Софийския митрополит. Католически катедрални храмове са „Успение богородично“, за източния обред, и „Св. Йосиф“, за западния.

### Енорийска църква
Това е храмът, в който редовно служи свещеник и който има пряка териториална връзка с определен район – енория. Подобен статут имат и всички манастирски църкви.

### Параклис
Параклисът е богослужебна сграда, или част от сграда, предназначена за частни богослужения. Строят се към различни учреждения – например учебни заведения, политически, обществени или стопански институции, могат да бъдат и напълно частни – в рамките на лично жилище например. Архитектурата на параклисите варира от големи постройки до обособени пространства в рамките на по-голямо помещение. Може би най-известният параклис в света е прочутата „Сикстинска капела“ във Ватикана.

## Популярни църкви

### В България
- „Свети Александър Невски“ в София
- Боянската църква „Св. св. Никола и Пантелеймон“
- Катедрален храм „Успение Богородично“

### В чужбина
- „Свети Петър“ в Рим
- Св. София в Истанбул
- Кьолнска катедрала в Кьолн
- „Свети Василий Блажени“ в Москва
- Парижката „Нотр Дам“